# توماس وايت (عسكري)
توماس وايت (بالإنجليزية: Thomas White)‏ هو فلاح أمريكي، ولد في 19 مارس 1739 في كيلكيني في جمهورية أيرلندا، وتوفي في 13 سبتمبر 1820 بسبب زحار.